# Victoria Bammental
El FC Victoria Bammental és un club de futbol alemany de Bammental, Baden-Württemberg, al sud de Heidelberg.

## Història
El club es va fundar l'1 de març de 1910 i en algun moment del 1920 es va unir al Turnverein 1890 Bammental en una fusió que va durar fins al 1924. Després de la Segona Guerra Mundial, el FC es va fusionar breument amb un equip d'handbol per jugar com a Sportverein Bammental abans de tornar a separar-se el 15 de juny de 1946.
El Victoria va participar per primera vegada a la Amateurliga Nordbaden (III) per un sol cop la temporada 1968–69. Van tornar a l'Amateurliga el 1971 i van baixar després d'un 15è lloc el 1975. El 1995, el club va guanyar el seu lloc a l'Oberliga Baden-Württemberg (IV) on va jugar durant tres temporades abans de tornar a la Verbandsliga Nordbaden (V) i després a la Landesliga Rhein-Neckar (VI) el 2006. Victòria va ser enviada a la Kreisliga Heidelberg (VII) el 2009 després d'un resultat de la Landesliga en 14è lloc. Va guanyar la Kreisliga el 2015 i va tornar a ascendir a la Landesliga.

## Palmarès
- 2. Lliga Amateur Rhein-Neckar
  - Campions: 1968, 1971, 1993
- Lliga Amateur Nordbaden
  - Campions: 1995
- Kreisliga Heidelberg
  - Campions: 2015